# Syndone
Syndone — итальянская группа прогрессивного рока, основанная в конце 1989 года по инициативе композитора и клавишника Ника Комольо. Основной из особенностей Syndone является то, что они принципиально не используют электрогитару. Все искажения звука создаются с помощью клавишных инструментов. После выпуска двух альбомов, Spleen в 1991 году и Inca в 1993, группа распалась. Спустя восемнадцать лет группа возвращается на сцену в качестве секстета с новым составом.
В 2010 году группа выпустила альбом Melapesante, концепция альбома основана на идее яблока и его значения в истории. В 2012 году был выпущен альбом La Bella è la Bestia, в записи которого принимал участие флейтист и соучредительThe Moody Blues» Рэй Томас (в качестве приглашённого гостя, записал один трек). Концепция данного альбома основана на знаменитой истории Красавицы и Чудовища, но перевёрнутой с ног на голову и адаптированной под наше время, где зачастую красота отождествляется со зверем. В 2014 году свет увидел альбом Odysséas. В этот раз группа сотрудничала с барабанщиком Марко Миннеманом и флейтистом Джоном Хэкеттом, братом знаменитого Стива Хэкетта из группы Genesis. Альбом является данью гомеровской Одиссеи, где концепция путешествий рассматривается как цель человека, всегда стремящегося заглянуть в будущее. В марте 2016 года на свет появился альбом под названием «Eros & Thanatos» под лейблом Fading records. В записи альбома принимал участие симфонический оркестр из 30 музыкантов, так же Стив Хэкетт и Рэй Томас. Первый из альбомов Syndone, в который включили электрогитару. Ник Комольо сделал исключение для Стива Хэкетта.
«Раньше я думал, что если вдруг мы будем использовать электрогитару в записи нового диска, то это будет гитара исключительно только Стива Хэкетта,я всегда его считал и считаю одним из лучших в мире гитаристов!» /Ник Комольо/

## Состав группы

### Актуальный состав

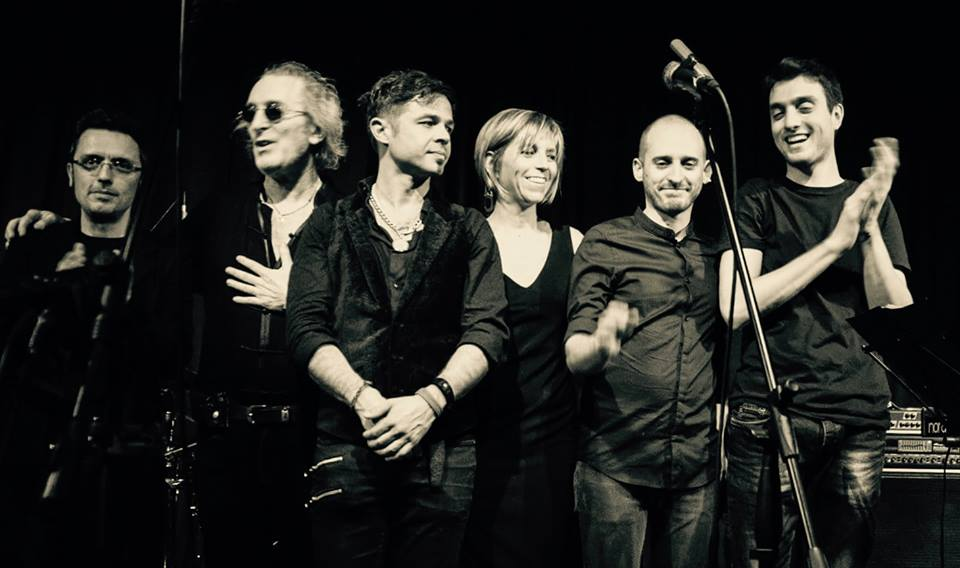
Презентация альбома Eros & Thanatos

- Ник Комольо (англ. Nico Nik Comoglio) — орган Хаммонда, juno dist., клавишные
- Риккардо Руджери (англ. Riccardo Ruggeri) — вокал, акустическая гитара
- Маурино Деллакуа (англ. Maurino Dellacqua) — басс
- Луиджи Риветти (англ. Gigi Rivetti) — клавишные, муг
- Мартино Малакрида (англ. Martino Malacrida) — ударные
- Марта Калдара (англ. Marta Caldara) — вибрафон, клавишные

## Дискография
- 1991 — Spleen
- 1993 — Inca
- 2010 — Melapesante
- 2012 — La Bella è la Bestia
- 2014 — Odysséas
- 2016 — Eros & Thanatos